# Carlos Arias (Fußballspieler, 1986)
Carlos Andrés Arias Pérez (* 4. September 1986 in Santiago) ist ein ehemaliger chilenischer Fußballspieler auf der Position eines Torwarts.

## Karriere

### Verein
Carlos Arias kam 2006 aus der Jugend zur Profimannschaft bei Universidad Católica, wurde jedoch direkt an Curicó Unido verliehen. Sein Debüt gab er allerdings erst 2009 bei seiner zweiten Leihstation Provincial Osorno in der Primera B. 2012 unterschrieb Arias bei Deportes La Serena in der Primera División, bestritt jedoch kein Ligaspiel und wechselte zu Deportes Melipilla in die Segunda División, wo er auch leihweise bei San Antonio Unido auflief. 2015 beendete er seine Karriere. 2021 arbeitete Arias in der Jugend von Universidad de Chile.

### Nationalmannschaft
Arias spielte von 2005 bis 2007 für die U20-Nationalmannschaft, die bei der U-20-Südamerikameisterschaft in Kolumbien den vierten Platz belegte und sich so für die Junioren-Weltmeisterschaft in den Niederlanden qualifizierte.